# Psicología cuantitativa
La Psicología Cuantitativa es un campo de estudio científico que se centra en el modelado matemático, diseño y metodología de investigación, y análisis estadístico de los atributos humanos y los procesos psicológicos. Los psicólogos cuantitativos investigan métodos tradicionales y novedosos de la psicometría, un campo de estudio que se ocupa de la teoría y la técnica de medición psicológica. A nivel general, los psicólogos cuantitativos ayudan a crear métodos para otros psicólogos y para poder probar sus hipótesis.
La investigación psicológica tiene una larga historia de contribuir a la teoría y las aplicaciones estadísticas. Hoy en día, la psicología cuantitativa es reconocida como su propia rama de la psicología por la American Psychological Association (APA), con programas de doctorado otorgados en esta especialización en algunas universidades de Europa y América del Norte. Los psicólogos cuantitativos han tenido tradicionalmente una gran demanda en la industria, el gobierno y el mundo académico. Su formación combinada en ciencia social y la metodología cuantitativa proporciona un conjunto de habilidades únicas para resolver problemas tanto teóricos como aplicados en una variedad de áreas.

## Historia

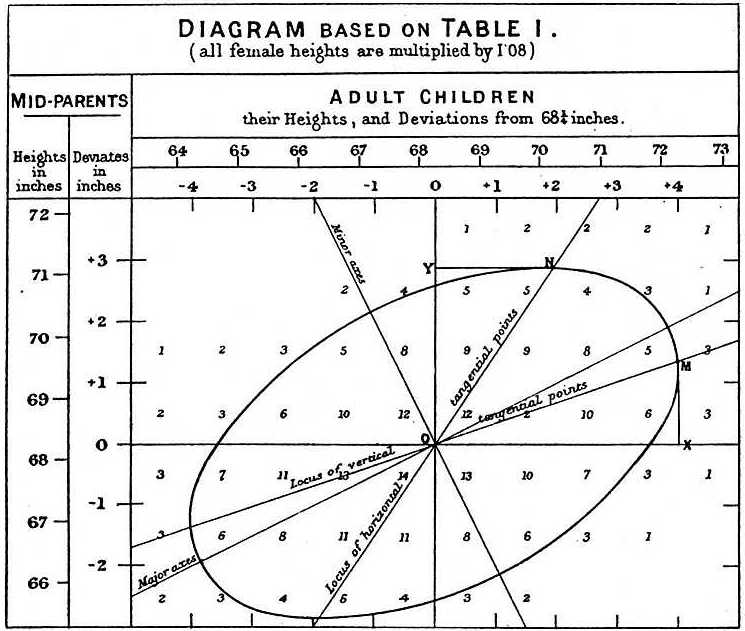
Francis Galton's correlation diagram, 1875.

La psicología cuantitativa tiene sus raíces en la psicología experimental temprana, cuando el método científico se aplicó primero a los fenómenos psicológicos. Gustav Fechner, Wilhelm Wundt y Hermann von Helmholtz son reconocidos como algunos de los fundadores de la psicología experimental moderna. En particular, Fechner demostrando que debido a que la mente era susceptible de medición y tratamiento matemático, la psicología tenía el potencial de convertirse en una ciencia cuantificada. Teóricos como Immanuel Kant habían declarado anteriormente que esto era imposible, y que, por lo tanto, una ciencia de la psicología también era imposible.

### Pruebas de inteligencia
La psicología cuantitativa como disciplina tiene una historia en las pruebas sexuales, especialmente pruebas de inteligencia y la medición del comportamiento. El estadístico Inglés Francis Galton hizo el primer intento de crear una prueba estandarizada para la calificación de la inteligencia de una persona. Un pionero de la psicometría y la aplicación de métodos estadísticos para el estudio de la diversidad humana y el estudio de la herencia de rasgos humanos, cree que la inteligencia era en gran medida un producto de la herencia,  la hipótesis de que debería existir una correlación entre la inteligencia y otros rasgos deseables como buenos reflejos, agarre muscular, y tamaño de la cabeza. Él estableció el primer centro de pruebas mentales en el mundo en 1882 y publicó "Inquiries into Human Faculty and Its Development" en 1883, en la que se expuso sus teorías.

### Las técnicas estadísticas

IQ Las puntuaciones representadas por una distribución normal.

Las técnicas matemáticas más comunes utilizadas por los psicólogos provienen de las estadísticas, incluyendo la z-test y la prueba binomial. Pearson introdujo el coeficiente de correlación y la prueba de chi-cuadrado. El período 1900-1920 vio la prueba t (Student, 1908), el ANOVA (Fischer, 1925) y un coeficiente de correlación no paramétrico (Spearman, 1904). Sin embargo, un número considerablemente mayor de pruebas fueron desarrolladas hacia 1965 (por ejemplo, todas las pruebas multivariante). Técnicas populares (tales como jerárquica modelo lineal, Arnold, 1992, modelos de ecuaciones estructurales, Byrne, 1996 y Análisis de Componentes Independientes, Hyvarinen, Karhunen y Oja, 2001) todas tienen menos de veinte años de existencia.
En 1946, el psicólogo Stanley Smith Stevens introdujo una teoría de niveles de medición en un papel que a menudo es utilizado por los estadísticos de hoy. Los niveles de medición que se propusieron fueron nominales, ordinal, de relación y de intervalo.
Mientras, un profesor de psicología de la Universidad de Nueva York, Jacob Cohen investigó los métodos cuantitativos que implican el poder estadístico y el tamaño del efecto, lo que ayudó a sentar las bases para la corriente de metaanálisis estadístico y los métodos de las estadísticas de estimación y dio su nombre a Cohen's kappa y Cohen's d.
En 1990, un influyente artículo titulado "Formación del Licenciado en estadística, metodología y medición en Psicología", fue publicado en la revista American Psychologist. En este artículo se discute la necesidad de aumentar la formación en métodos cuantitativos para los programas de posgrado de psicología en los Estados Unidos.

## Educación y entrenamiento

### Pregrado
La formación para la psicología cuantitativa puede comenzar de manera informal a nivel de pregrado. Algunos graduados recomiendan que los estudiantes tengan algunos cursos de psicología y completen la secuencia completa de la universidad de cálculo (incluyendo cálculo multivariable) y un curso en álgebra lineal. Cursos cuantitativos en otras campos como economía y métodos de investigación y cursos de estadística para estudiantes de psicología también son útiles. Históricamente, los estudiantes sin todos estos cursos han sido aceptados si otros aspectos de su solicitud de ingreso se muestran prometedores. Algunas escuelas también ofrecen menores formales en áreas relacionadas con la psicología cuantitativa. Por ejemplo, la Universidad de Kansas ofrece un programa en "Metodología en Ciencias Sociales y de la Conducta" que proporciona una formación avanzada en metodología de la investigación, se aplica el análisis de datos, y la experiencia de investigación práctica pertinente a la psicología cuantitativa. Los cursos en informática también son útiles. El dominio de un lenguaje de programación orientado a objetos o aprender a escribir códigos en SPSS o R es útil para todo tipo de análisis de datos realizado en la universidad.

### Posgrado

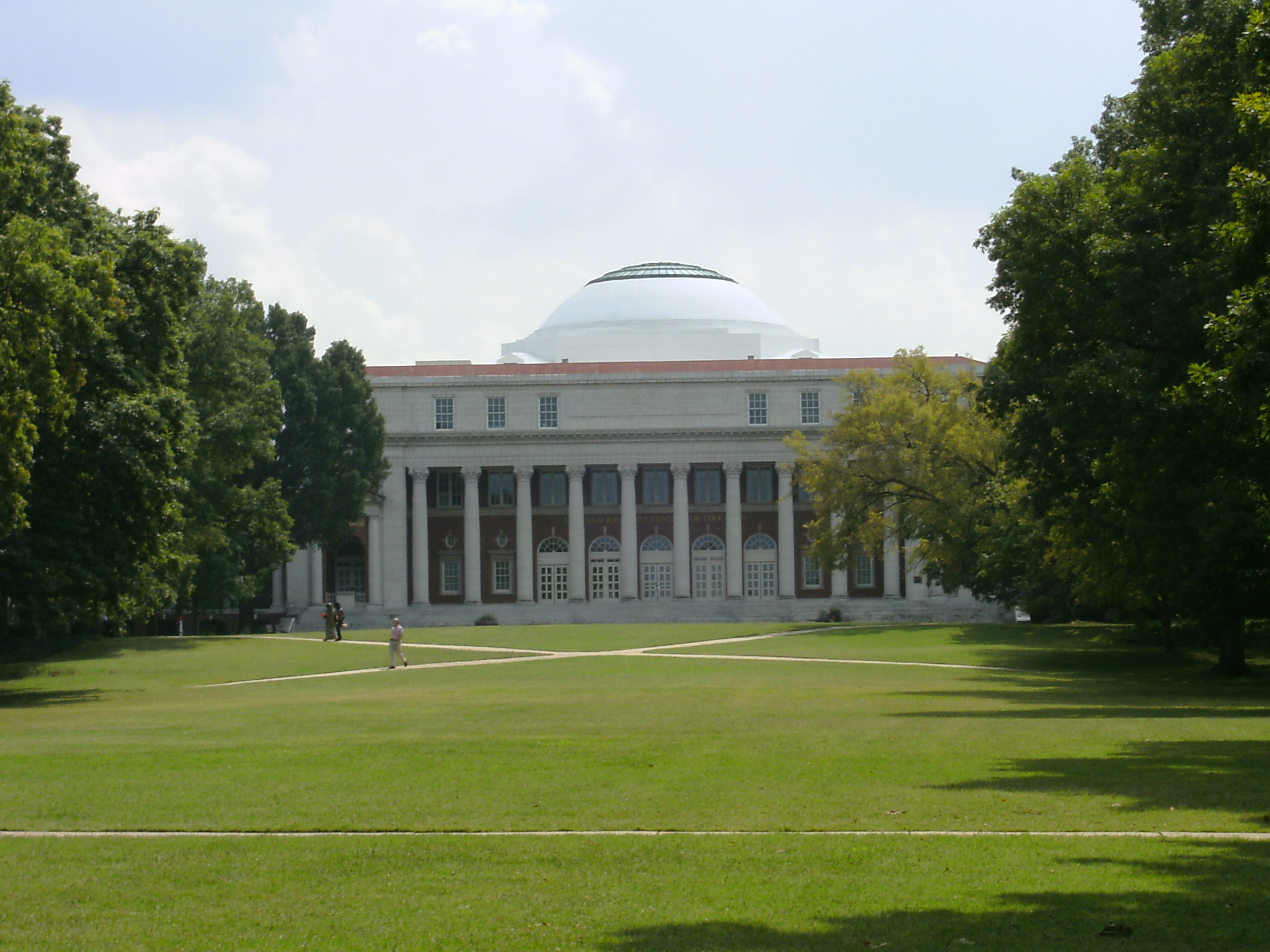
Peabody College (pictured) en Vanderbilt University es la sede de su programa en Métodos Cuantitativos.

Los psicólogos cuantitativos pueden poseer un título de doctorado o una maestría. Debido a su carácter interdisciplinario y en función del enfoque de la investigación de la universidad, estos programas pueden ser alojados en la escuela de educación o en su departamento de psicología. Los programas que se centran sobre todo en la investigación educativa y psicometría son a menudo parte del departamento de educación o del departamento de psicología educacional. Por lo tanto, estos programas pueden tener diferentes nombres como "Métodos de investigación" o "Métodos cuantitativos", como el doctorado de  "metodología de investigación y evaluación" de la Universidad de Florida o el de "Métodos cuantitativos" de la Universidad de Pensilvania. Sin embargo, algunas universidades pueden tener programas separados. Por ejemplo, la Universidad de Washington tiene un grado de "Psicología cuantitativa" en su departamento de psicología y un doctorado separado de "Medición y estadística" en su colegio de educación. La Universidad de Vanderbilt ofrece su doctorado en ciencias de psicología en forma conjunta en sus dos departamentos de psicología.
Entre las universidades con programas con un enfoque matemático están  la Universidad McGill con el programa "Modelado de Psicología y cuantitativa" y  la Universidad Purdue con el de "Matemática y Computación cognitiva de la ciencia". Los estudiantes con interés en el modelado de datos biológicos o funcionales pueden entrar en campos relacionados como bioestadistica o neurociencia computacional.
Los programas de doctorado típicamente aceptan estudiantes con títulos de licenciatura, aunque algunas escuelas pueden requerir un grado de maestría antes de aceptar su solicitud. Después de los dos primeros años de estudios, los estudiantes de posgrado suelen obtener una Maestría en psicología, Maestría en ciencias en estadística o Estadística aplicada, o ambas.
Además, varias universidades ofrecen concentraciones menores en métodos cuantitativos, como la Universidad de Nueva York.
Las compañías que producen las pruebas estandarizadas como el College Board, Educational Testing Service, y American College Testing son algunos de los mayores empleadores del sector privado de los psicólogos cuantitativos. Asimismo, estas empresas suelen ofrecer pasantías a los estudiantes de la escuela de graduados.

#### La escasez de candidatos cualificados
En agosto de 2005, la Asociación Americana de Psicología expresó la necesidad de más psicólogos cuantitativos en la industria para cada doctorado otorgado por el tema, había alrededor de 2,5 aberturas de posición psicólogo cuantitativos.  Debido a la falta de solicitantes en el campo, la APA ha creado un grupo de trabajo para estudiar el estado de la psicología cuantitativa y predecir su futuro. solicitantes de Estados Unidos domésticas son especialmente escasos. La mayoría de solicitantes internacionales vienen de Asia, especialmente Corea del Sur y China. En respuesta a la falta de candidatos cualificados, el Consejo de Representantes de la APA autorizó un grupo de trabajo especial en 2006. El grupo de trabajo fue presidida por S. Leona Aiken de la Universidad Estatal de Arizona.

## Áreas de investigación

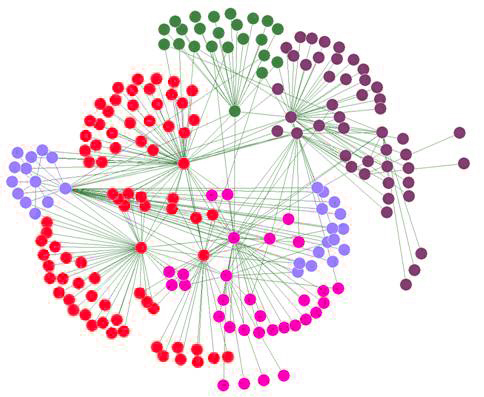
Example of a social network diagram.

Los psicólogos cuantitativos generalmente tienen un área de interés principal. áreas notables de investigación en psicometría incluyen la teoría de respuesta al item y pruebas de adaptación a computadora, que se centran en la educación y las pruebas de inteligencia.  Otras áreas de investigación incluyen el modelado de los procesos psicológicos a través del análisis de series temporales, como en fMRI recopilación de datos, y modelo de ecuaciones estructurales, análisis de redes sociales, teoría de la decisión humana, y genética estadística.
Dos tipos comunes de pruebas psicométricas son: pruebas de aptitud, que se supone para medir la capacidad intelectual en bruto y las pruebas de personalidad que tienen como objetivo evaluar su carácter, temperamento, y cómo hacer frente a los problemas.
La teoría de respuesta al ítem se basa en la aplicación de modelos matemáticos relacionados con los datos de la prueba. Debido a que es generalmente considerada como superior a la teoría clásica de los tests, es el método preferido para elaborar las escalas en los Estados Unidos, sobre todo cuando se exigen decisiones óptimas, como en las llamadas pruebas de gran importancia, por ejemplo, el Graduate Record Examination (GRE ) y el Graduate Management Admission Test (GMAT).